# Ottone di Baviera
Ottone di Baviera (Ottone Guglielmo Leopoldo Adalberto) (Monaco di Baviera, 27 aprile 1848 - Monaco di Baviera, 11 ottobre 1916) fu sovrano di Baviera, come Ottone I di Baviera, dal 1886 al 1913; poiché soffriva di una grave malattia mentale, suo zio Luitpold ed il figlio di quest'ultimo, poi re Ludovico III, in qualità di Reggente del Regno, si occuparono per lui degli affari di stato dal 1886 al 1913. Il cugino Ludovico lo depose ufficialmente il 5 novembre 1913, salendo al trono come Ludovico III di Baviera, mentre Ottone manteneva i suoi titoli e trattamenti da sovrano, morendo poi nel Castello di Fürstenried l'11 ottobre del 1916, non comparendo in pubblico dal 1875.

## Biografia

### Giovinezza
Ottone nacque a Monaco di Baviera il 27 aprile 1848, secondogenito di Massimiliano II di Baviera e della consorte, Maria di Prussia; il principe apparteneva alla dinastia dei Wittelsbach, discendendo però anche dal Casato degli Hohenzollern. Venne battezzato con i nomi Ottone Guglielmo Leopoldo Adalberto Waldemaro, ed il suo padrino fu lo zio paterno Ottone I di Grecia. In famiglia veniva chiamato "Otto". Aveva un fratello maggiore, il futuro Ludovico II di Baviera, col quale trascorse l'infanzia e la successiva giovinezza principalmente al Castello di Hohenschwangau, nell'ambiente dei loro educatori. Trascorsero le vacanze estive tra il 1853 e il 1863 nella "Villa Reale" di Berchtesgaden, che era stata costruita appositamente per il padre. I genitori furono distanti e formali, ignorando ed evitando addirittura i propri figli, a cui veniva ordinato quale colore indossare: la regina Maria volle che il figlio Ludwig indossasse sempre il blu, mentre Otto indossasse sempre il rosso. Massimiliano II era molto severo con i due fratelli, in particolare con quello maggiore, l'erede al trono. 

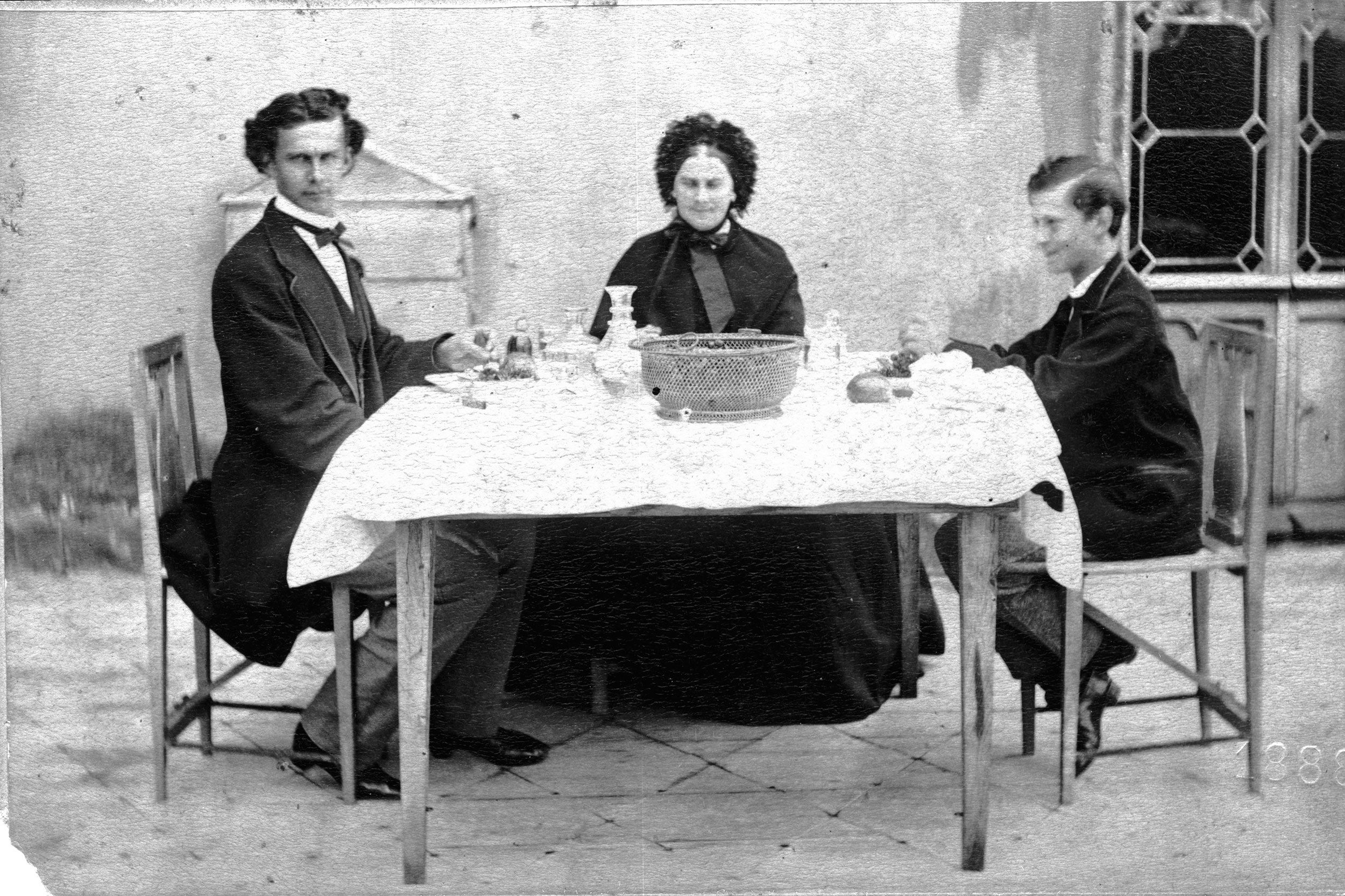
Da sinistra: Ottone, re Ludovico II e la madre dei due, la regina Maria di Prussia.

Il principe Otto entrò nell'Esercito bavarese nel 1863, venendo poi inserito il 1° marzo 1864 nel corpo dei cadetti per l'addestramento militare, raggiungendo il grado di Tenente nel maggio dello stesso anno. Ottone fu poi promosso al grado di Capitano il giorno del suo diciottesimo compleanno, il 27 aprile 1866, quando iniziò il servizio militare attivo nella Guardia Reale Bavarese di Fanteria. Alla morte del padre Massimiliano II nel 1864, il fratello, all'epoca 18enne, ascese al trono bavarese come Ludovico II di Baviera ed Ottone era il primo in successione al trono. Tra giugno e luglio 1864, re Ludwig ed Otto accolsero Francesco Giuseppe ed Elisabetta d'Austria, quest'ultima loro prima cugina, e lo zar Alessandro II e Marija Aleksandrovna. Circa un anno dopo, Otto iniziò a mostrare i primi segni di un disturbo mentale. Nel 1865 accompagnò la madre, Maria di Prussia, a Schwerin e poi a Berlino, nonché ad Amburgo e Kiel; nel settembre 1866 viaggiò attraverso l'Italia settentrionale e nel novembre accompagnò il fratello nel suo viaggio attraverso la Franconia. Sempre nel 1866, Otto partecipò alla Guerra austro-prussiana, combattuta appunto tra la Prussia e l'Impero austriaco, dal 1867 poi Austria-Ungheria, ed alla Guerra franco-prussiana, combattuta sempre dalla Prussia contro la Francia tra il 1870 ed il 1871, quando vestì la carica di Comandante del 5° reggimento Chevauleger. Tuttavia, la vista dei soldati mutilati ebbe su di lui un forte impatto e fu colpito dalla depressione, inoltre, memore forse dei primi sintomi di malattia mentale che Ottone mostrò negli anni precedenti, re Ludovico II si rese conto che il fratello minore non sarebbe stato adatto a governare, in caso di una sua propria abdicazione.
Con la fine della Guerra franco-prussiana, venne proclamato l'Impero tedesco nel 1871 alla Reggia di Versailles, dove il principe Ottone, accompagnato dallo zio Luitpold, si recarono in rappresentanza del re Ludovico II di Baviera. Egli scrisse in merito all'evento:

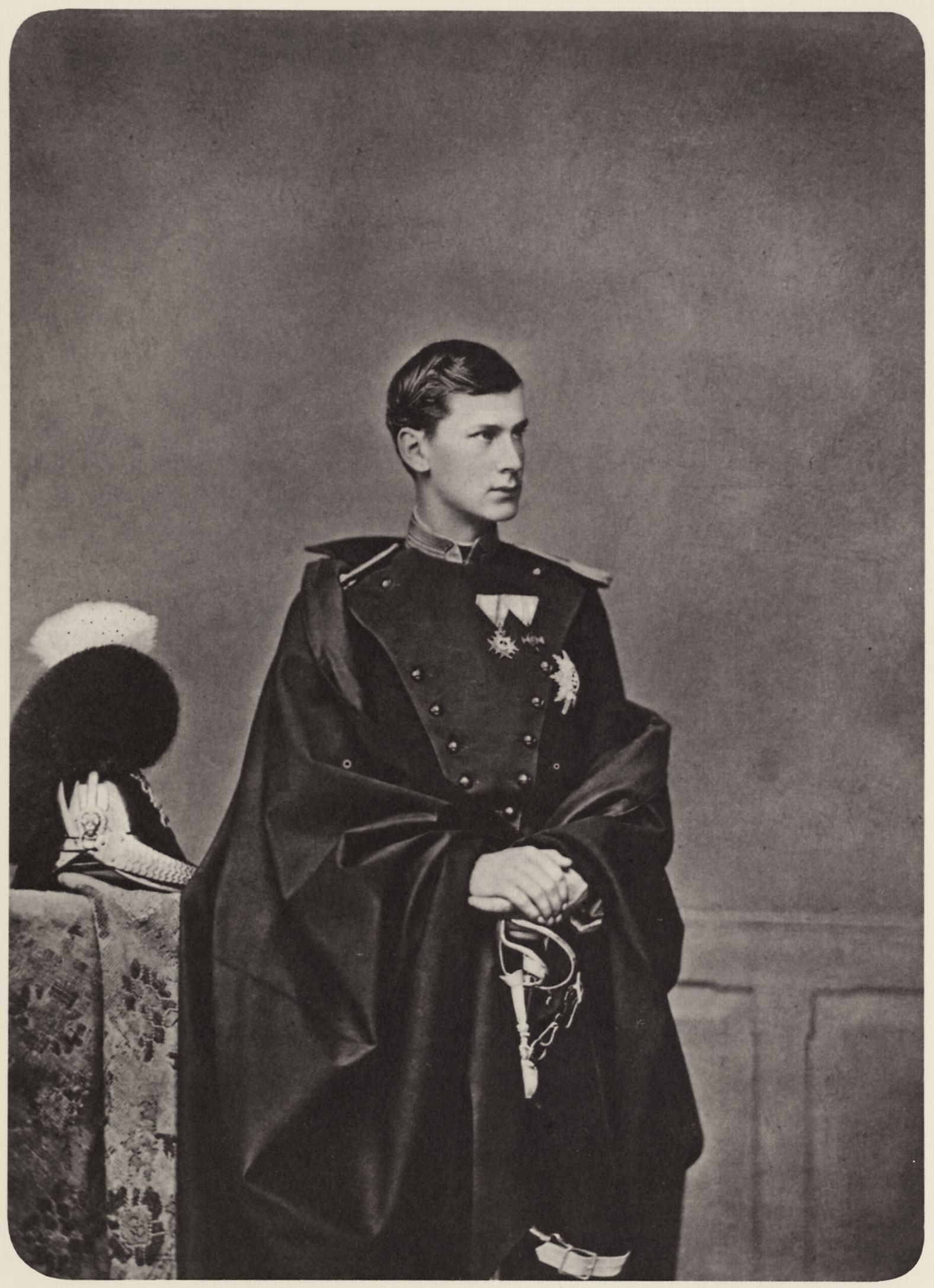
Il principe Otto in uniforme militare.

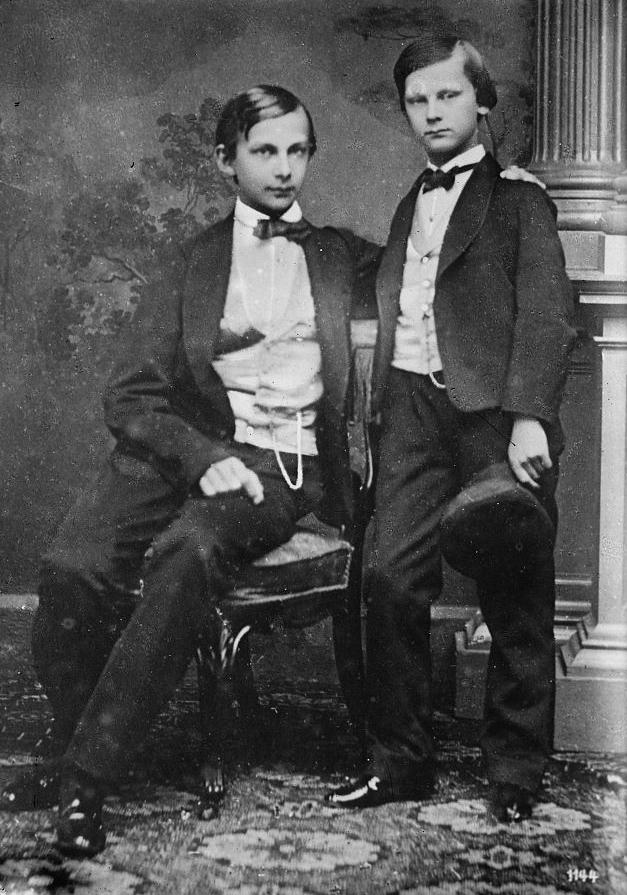
Fotografia che ritrae i fratelli, entrambi sovrani, Ludovico II ed Ottone I di Baviera.

Ottone e Ludovico II disprezzavano entrambi i loro ambiziosi parenti prussiani e nutrivano una profonda antipatia per la madre, nata principessa prussiana, quindi erano sconvolti dalla creazione del nuovo Impero tedesco. L'ostilità di Ludwig e Otto non era un segreto per il governo prussiano. Ludovico ed Ottone avevano uno stretto affetto fraterno, che si rifletteva in frequenti iniziative congiunte, come una visita al Castello di Wartburg nel 1867. Tuttavia con il tempo si allontanarono, anche perché Ludwig era timido ed introverso divenendo poi un recluso, mentre Ottone era allegro ed estroverso, per lo più fino all'unificazione della Germania. Nel 1868 Ottone venne nominato Cavaliere del Reale ordine di San Giorgio per la difesa dell'Immacolata Concezione, mentre l'anno successivo, nel 1869, su iniziativa del cardinale Karl August von Reisach, venne insignito dell'Ordine dei Cavalieri del Santo Sepolcro di Gerusalemme. In questi anni Ottone svolse anche alcuni incarichi di rappresentanza che Ludovico II non voleva più ricoprire. Poco dopo la fine del conflitto contro la Francia, le condizioni mentali di Otto iniziarono a deteriorarsi rapidamente: dal 1871 divenne depresso e ansioso e iniziò a cercare la solitudine, evitando del tutto il contatto con gli altri e fu posto sotto sorveglianza medica e rapporti sulle sue condizioni venivano inviati ad Otto von Bismarck. Dal gennaio 1872 Otto fu ufficialmente considerato malato mentale e dal 1873 in poi fu tenuto in isolamento nel padiglione meridionale del Castello di Nymphenburg; il medico curante era Bernhard von Gudden, all'epoca considerato un luminare nel campo delle malattie mentali e che confermò la malattia di Otto in un ulteriore rapporto del 1873. Dal momento che sia Ludovico che Ottone disprezzavano la Prussia, mentre lo zio Luitpold e il Dottor Bernhard von Gudden sostenevano l'ascesa al potere della Prussia, alcuni contemporanei ritenevano che le diagnosi di von Gudden su Ottone e Ludovico fossero motivate da considerazioni politiche e che si sarebbe potuto e dovuto fare di più per aiutare e curare Ottone. Alcuni contemporanei ritenevano anche che Bismarck non volesse che Ludovico od Ottone rimanessero al potere e avesse deciso di sostituire i fratelli con il loro malleabile zio Luitpold, il quale diverrà poi Reggente di Baviera sia per conto di Ludovico II che per lo stesso Ottone. Ottone non solo si ritirò da ogni vita pubblica, ma ebbe anche episodi di comportamenti anomali che misero in imbarazzo la famiglia reale. L'esempio più famoso si verificò nel 1875, quando durante la messa del Corpus Domini nella Frauenkirche di Monaco, Otto corse nel bel mezzo della funzione in abiti da caccia e, inginocchiatosi, implorò il perdono dei suoi peccati al celebrante, l'arcivescovo Gregor von Scherr. Gli ecclesiastici dovettero portarlo via. Ottone venne portato al Castello di Schleissheim, dove venne sottoposto a una sorveglianza ancora più stretta. La stampa ha riportato l'accaduto:

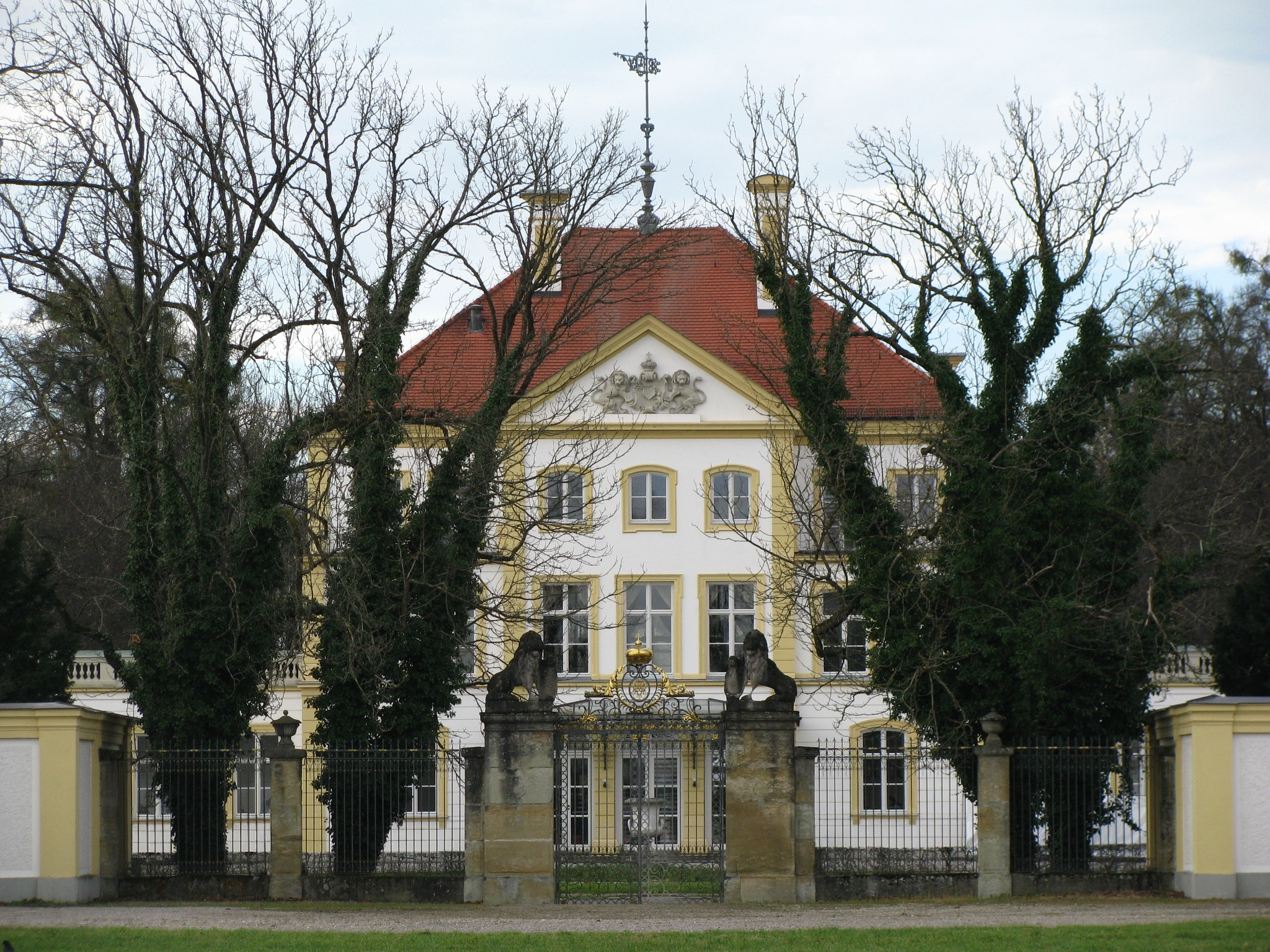
Il Castello di Fürstenried, dove Ottone I di Baviera passò gli anni del suo regno.

L'ultima apparizione pubblica di Ottone fu al fianco del fratello alla parata reale del 22 agosto 1875 a Monaco. Dal 1° giugno 1876, soggiornò per alcune settimane nel Castello di Ludwigsthal, nella Foresta Bavarese. Nella primavera del 1880, le sue condizioni peggiorarono. Nel 1883, fu rinchiuso sotto sorveglianza medica nel Castello di Fürstenried, vicino a Monaco, dove sarebbe rimasto per il resto della sua vita. Questo palazzo era stato appositamente convertito per la sua confinazione. Il fratello Ludovico II gli faceva visita occasionalmente di notte e ordinò che non venisse usata alcuna violenza contro di lui.

### Ascesa al trono
Il 10 giugno 1886 il fratello, Ludovico II di Baviera, fu de facto deposto dal consiglio di ministri il quale nominò il principe Luitpold quale Reggente del Regno di Baviera; tre giorni dopo, il 13 giugno 1886, re Ludovico morì in circostanze anche poco chiare e di conseguenza il fratello minore gli successe come Ottone I di Baviera, essendo il primo in linea di successione al trono. Nel 1886, l'ufficiale medico reale scrisse una dichiarazione in cui dichiarava che Otto era gravemente malato di mente; si sostiene che soffrisse di schizofrenia. È stato anche sostenuto in modo convincente che i problemi del monarca fossero dovuti alla sifilide contratta, il che spiegherebbe anche i suoi problemi fisici, in particolare la paralisi di cui soffrì negli ultimi anni. Poiché il nuovo sovrano non era in grado di governare a causa del suo stato di salute (ufficialmente si diceva eufemisticamente: "Il re è malinconico"), il principe Luitpoldo continuò i compiti di reggente. Non comprese il proclama della sua ascesa al trono, che fu letto a Ottone nel Castello di Fürstenried il giorno dopo il suo insediamento ufficiale. Considerava suo zio Luitpold il legittimo re. Poco dopo, le truppe bavaresi giurarono fedeltà al re Ottone I e furono coniate monete con il suo ritratto. Fürstenried divenne così la residenza del re di Baviera. Per ragioni di sicurezza, attorno alla residenza vennero costruite delle mura molto alte, tuttavia, il castello, nonostante alcuni dei metodi di trattamento brutali utilizzati all'epoca, era una sistemazione estremamente lussuosa con magnifiche sale, dove Ottone viveva in isolamento al primo piano dell'edificio principale con la sua corte. Durante i suoi anni di regno, Ottone sedeva spesso in modo del tutto apatico su una pesante poltrona di pelle, fumando sigari o sigarette fatte a mano e non riconoscendo più nessuno. Il suo passatempo preferito era cercare fragole al parco e parlare con gli uccelli. A volte guardava oltre il muro verso Monaco da una collina e rivolgeva discorsi inascoltati al suo popolo.

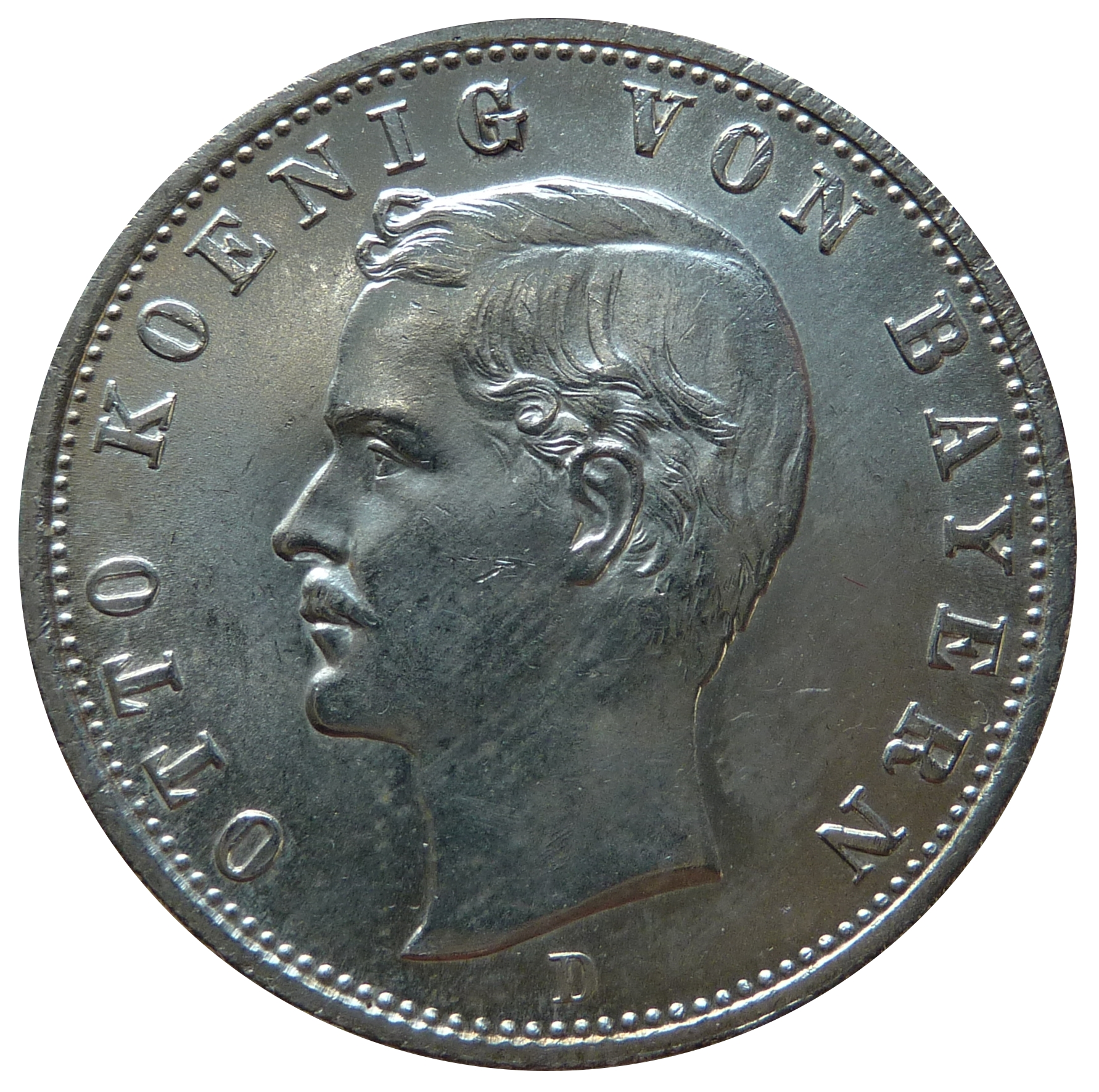
Moneta con l'effigie di re Ottone I.

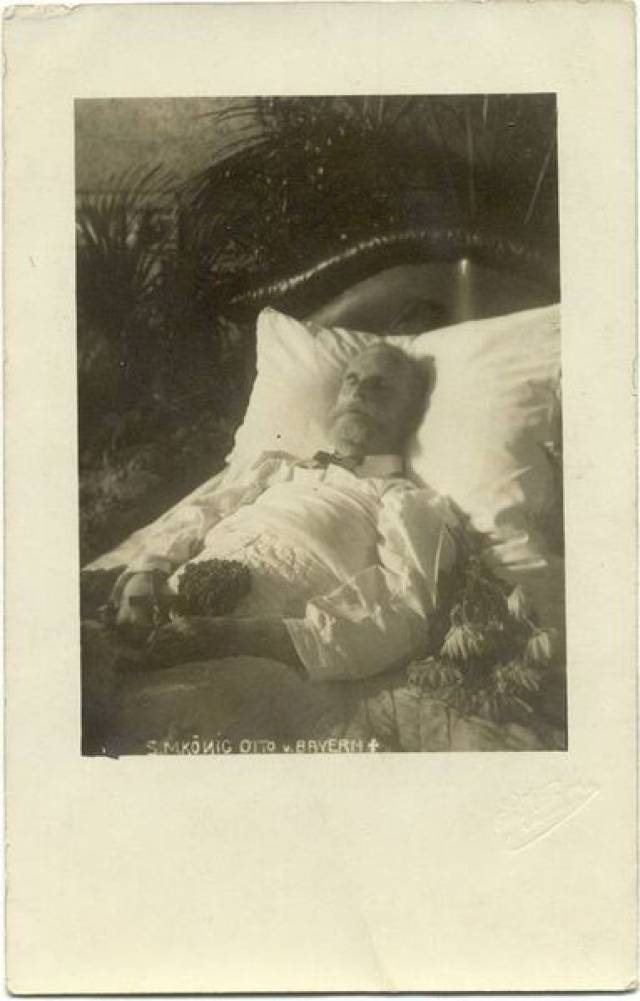
Re Ottone di Baviera sul letto di morte.

Dopo la morte del principe Luitpold, avvenuta il 12 dicembre 1912, gli succedette come reggente il figlio Ludovico; un emendamento alla Costituzione bavarese del novembre 1913 creò la possibilità fondamentale di porre fine alla reggenza di un sovrano in caso di malattia di lunga durata e di consentire al successivo membro della dinastia dei Wittelsbach in linea di successione di salire al trono bavarese. Il 5 novembre 1913, il principe reggente Ludovico dichiarò la fine del regno di re Ottone I con una dichiarazione firmata dai ministri bavarese, venendo proclamato successivamente Ludovico III di Baviera. Il nuovo sovrano allo stesso tempo stabilì che i titoli ed il trattamento dell'ex re Ottone non venissero mutati. Re Ludovico governerà poi fino alla sconfitta dell'Impero tedesco nella Prima guerra mondiale, quando la monarchia tedesca, compresa quella bavarese, cadde.

### Morte
Il 10 ottobre 1916, re Ottone fu colpito inaspettatamente da un'emorragia allo stomaco e le sue condizioni vennero descritte come gravi. Il giorno successivo, l'11 ottobre 1916, morì di occlusione intestinale. Suo cugino Ludovico III di Baviera emanò il seguente proclama reale: 
1. Il suono funebre delle campane della chiesa continuerà dalle ore 12.00 alle 
ore 13.00. fino al giorno del funerale, con due interruzioni di 10 minuti ciascuna.

2. La musica pubblica, gli spettacoli pubblici e le rappresentazioni teatrali cesseranno il giorno del funerale.»

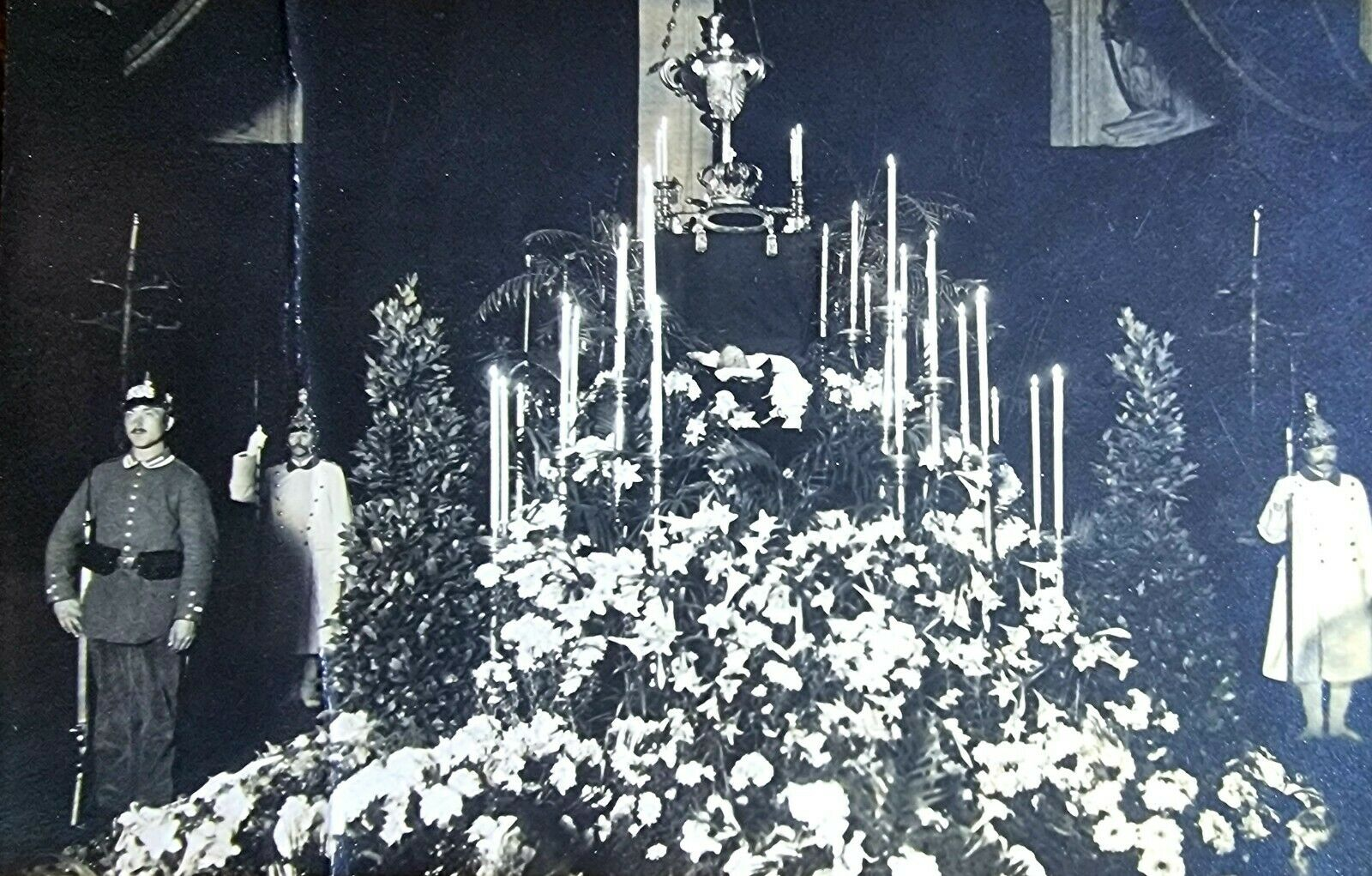
La salma esposta di Ottone di Baviera.

La salma del sovrano defunto venne esposto al pubblico e ciò significava che il popolo poteva vedere re Ottone per la prima volta, a parte qualche foto scattata di nascosto dai paparazzi a Fürstenried negli anni precedenti. Fu dichiarato lutto nazionale per tre mesi, che includeva l'obbligo per i membri dell'esercito di indossare un nastro di lutto sul braccio sinistro fino al 10 gennaio 1917. Il 14 ottobre 1916, Otto fu sepolto nella cripta della Chiesa di San Michele a Monaco di Baviera, vicino al sarcofago di suo fratello Ludovico II. Il suo cuore fu sepolto separatamente ed inumato il 17 agosto 1917 nella Cappella delle Grazie ad Altötting. Ottone fu il re bavarese che regnò più a lungo.

## Ascendenza
|                                     |                                  |                                                 | Genitori                                               |  |  | Nonni |  |  | Bisnonni                  |  |  | Trisnonni                                  |  |
|                                     |                                  |                                                 |                                                        |  |  |       |  |  | Massimiliano I di Baviera |  |  | Federico Michele di Zweibrücken-Birkenfeld |  |
|                                     |                                  |                                                 |                                                        |  |  |       |  |  | Massimiliano I di Baviera |  |  | Federico Michele di Zweibrücken-Birkenfeld |  |
|                                     |                                  | Maria Francesca Dorotea del Palatinato-Sulzbach |                                                        |  |  |       |  |  | Massimiliano I di Baviera |  |  |                                            |  |
| Ludovico I di Baviera               |                                  |                                                 |                                                        |  |  |       |  |  | Massimiliano I di Baviera |  |  |                                            |  |
|                                     |                                  | Augusta Guglielmina d'Assia-Darmstadt           | Giorgio Guglielmo d'Assia-Darmstadt                    |  |  |       |  |  |                           |  |  |                                            |  |
|                                     |                                  | Augusta Guglielmina d'Assia-Darmstadt           | Giorgio Guglielmo d'Assia-Darmstadt                    |  |  |       |  |  |                           |  |  |                                            |  |
|                                     |                                  | Augusta Guglielmina d'Assia-Darmstadt           | Maria Luisa Albertina di Leiningen-Dagsburg-Falkenburg |  |  |       |  |  |                           |  |  |                                            |  |
| Massimiliano II di Baviera          |                                  | Augusta Guglielmina d'Assia-Darmstadt           |                                                        |  |  |       |  |  |                           |  |  |                                            |  |
|                                     |                                  | Federico di Sassonia-Altenburg                  | Ernesto Federico III di Sassonia-Hildburghausen        |  |  |       |  |  |                           |  |  |                                            |  |
|                                     |                                  | Federico di Sassonia-Altenburg                  | Ernesto Federico III di Sassonia-Hildburghausen        |  |  |       |  |  |                           |  |  |                                            |  |
|                                     |                                  | Federico di Sassonia-Altenburg                  | Ernestina Augusta di Sassonia-Weimar                   |  |  |       |  |  |                           |  |  |                                            |  |
| Teresa di Sassonia-Hildburghausen   |                                  | Federico di Sassonia-Altenburg                  |                                                        |  |  |       |  |  |                           |  |  |                                            |  |
|                                     |                                  | Carlotta di Meclemburgo-Strelitz                | Carlo II di Meclemburgo-Strelitz                       |  |  |       |  |  |                           |  |  |                                            |  |
|                                     |                                  | Carlotta di Meclemburgo-Strelitz                | Carlo II di Meclemburgo-Strelitz                       |  |  |       |  |  |                           |  |  |                                            |  |
|                                     |                                  | Carlotta di Meclemburgo-Strelitz                | Federica Carolina Luisa d'Assia-Darmstadt              |  |  |       |  |  |                           |  |  |                                            |  |
| Ottone di Baviera                   |                                  | Carlotta di Meclemburgo-Strelitz                |                                                        |  |  |       |  |  |                           |  |  |                                            |  |
|                                     | Federico Guglielmo II di Prussia | Augusto Guglielmo di Prussia                    |                                                        |  |  |       |  |  |                           |  |  |                                            |  |
|                                     | Federico Guglielmo II di Prussia | Augusto Guglielmo di Prussia                    |                                                        |  |  |       |  |  |                           |  |  |                                            |  |
|                                     | Federico Guglielmo II di Prussia | Luisa Amalia di Brunswick-Lüneburg              |                                                        |  |  |       |  |  |                           |  |  |                                            |  |
| Federico Guglielmo Carlo di Prussia | Federico Guglielmo II di Prussia |                                                 |                                                        |  |  |       |  |  |                           |  |  |                                            |  |
|                                     |                                  | Federica Luisa d'Assia-Darmstadt                | Luigi IX d'Assia-Darmstadt                             |  |  |       |  |  |                           |  |  |                                            |  |
|                                     |                                  | Federica Luisa d'Assia-Darmstadt                | Luigi IX d'Assia-Darmstadt                             |  |  |       |  |  |                           |  |  |                                            |  |
|                                     |                                  | Federica Luisa d'Assia-Darmstadt                | Carolina del Palatinato-Zweibrücken-Birkenfeld         |  |  |       |  |  |                           |  |  |                                            |  |
| Maria di Prussia                    |                                  | Federica Luisa d'Assia-Darmstadt                |                                                        |  |  |       |  |  |                           |  |  |                                            |  |
|                                     |                                  | Federico V d'Assia-Homburg                      | Federico IV d'Assia-Homburg                            |  |  |       |  |  |                           |  |  |                                            |  |
|                                     |                                  | Federico V d'Assia-Homburg                      | Federico IV d'Assia-Homburg                            |  |  |       |  |  |                           |  |  |                                            |  |
|                                     |                                  | Federico V d'Assia-Homburg                      | Ulrica Luisa di Solms-Braunfels                        |  |  |       |  |  |                           |  |  |                                            |  |
| Maria Anna d'Assia-Homburg          |                                  | Federico V d'Assia-Homburg                      |                                                        |  |  |       |  |  |                           |  |  |                                            |  |
|                                     |                                  | Carolina d'Assia-Darmstadt                      | Luigi IX d'Assia-Darmstadt                             |  |  |       |  |  |                           |  |  |                                            |  |
|                                     |                                  | Carolina d'Assia-Darmstadt                      | Luigi IX d'Assia-Darmstadt                             |  |  |       |  |  |                           |  |  |                                            |  |
|                                     |                                  | Carolina d'Assia-Darmstadt                      | Carolina del Palatinato-Zweibrücken-Birkenfeld         |  |  |       |  |  |                           |  |  |                                            |  |
|                                     |                                  | Carolina d'Assia-Darmstadt                      |                                                        |  |  |       |  |  |                           |  |  |                                            |  |